# Заслуженный мастер производственного обучения Российской Федерации
«Заслу́женный ма́стер произво́дственного обуче́ния Росси́йской Федера́ции» — почётное звание, входящее в систему государственных наград Российской Федерации.

## Основания для присвоения
Звание «Заслуженный мастер производственного обучения Российской Федерации» присваивается высокопрофессиональным педагогическим работникам образовательных учреждений, реализующих программу начального профессионального и (или) среднего профессионального образования, за личные заслуги:
- в педагогической деятельности, обеспечивающей получение обучающимися высококачественного начального профессионального и (или) среднего профессионального образования;
- в формировании образовательных программ, позволяющих учащимся получать профессиональные знания и навыки, отвечающие современным потребностям рынка труда;
- в научно-методическом и методологическом совершенствовании образовательного процесса, в создании инновационных учебно-методических пособий, программ и авторских методик.

Почётное звание «Заслуженный мастер производственного обучения Российской Федерации» присваивается, как правило, не ранее чем через 20 лет с начала осуществления преподавательской деятельности и при наличии у представленного к награде лица не менее трех наград (поощрений) федеральных органов государственной власти, других федеральных государственных органов или органов государственной власти субъектов Российской Федерации.

## Порядок присвоения
Почётные звания Российской Федерации присваиваются указами Президента Российской Федерации на основании представлений, внесенных ему по результатам рассмотрения ходатайства о награждении и предложения Комиссии при Президенте Российской Федерации по государственным наградам.

## История звания
Почётное звание «Заслуженный мастер производственного обучения Российской Федерации» установлено Указом Президента Российской Федерации от 30 декабря 1995 года № 1341 «Об установлении почётных званий Российской Федерации, утверждении положений о почётных званиях и описания нагрудного знака к почётным званиям Российской Федерации». Тем же указом утверждено первоначальное Положение о почётном звании, в котором говорилось:
Почётное звание «Заслуженный мастер производственного обучения Российской Федерации» присваивается высококвалифицированным мастерам производственного обучения за заслуги в профессиональном обучении и воспитании молодежи, работающим в учреждениях начального, среднего и высшего профессионального образования 15 и более лет.
В настоящем виде Положение о почётном звании утверждено Указом Президента Российской Федерации от 7 сентября 2010 года № 1099 «О мерах по совершенствованию государственной наградной системы Российской Федерации».

## Нагрудный знак
Нагрудный знак имеет единую для почётных званий Российской Федерации форму и изготавливается из серебра высотой 40 мм и шириной 30 мм. Он имеет форму овального венка, образуемого лавровой и дубовой ветвями. Перекрещенные внизу концы ветвей перевязаны бантом. На верхней части венка располагается Государственный герб Российской Федерации. На лицевой стороне, в центральной части, на венок наложен картуш с надписью — наименованием почётного звания.
На оборотной стороне имеется булавка для прикрепления нагрудного знака к одежде. Нагрудный знак носится на правой стороне груди.

## Переходный период
В России до принятия Указа Президента Российской Федерации от 30 декабря 1995 года № 1341 действовали правовые акты об установлении почётных званий РСФСР. После изменения наименования государства с «Российская Советская Федеративная Социалистическая Республика» на «Российская Федерация» (см. Закон РСФСР от 25 декабря 1991 года № 2094-I) в названиях всех почётных званий наименование «РСФСР» было заменено словами «Российской Федерации», таким образом, с 1992 года до 30 марта 1996 года производилось присвоение однотипного почётного звания РСФСР, существовавшего с 1956 года, с тождественным современному наименованием.